# Forcipomyia tortuosa
Forcipomyia tortuosa är en tvåvingeart som beskrevs av Debenham 1987. Forcipomyia tortuosa ingår i släktet Forcipomyia och familjen svidknott. Inga underarter finns listade i Catalogue of Life.